# Бургерите на Боб: Филмът
„Бургерите на Боб: Филмът“ (на английски: The Bob's Burgers Movie) е американски анимационен филм от 2022 година, базиран на анимационния сериал „Бургерите на Боб“, създаден от Лорън Бушар, която написа, продуцира и прави своя режисьорски дебют. Оригиналният актьорски озвучаващ състав повтаря своите роли; включително Х. Джон Бенджамин, Дан Минц, Юджийн Мирман, Лари Мърфи, Джон Робъртс и Кристен Шаал, с Зак Галифианакис и Кевин Клайн.
Филмът е пуснат от 20th Century Studios в Съединените щати на 27 май 2022 г., който е последван от предишните отменения по време на пандемията от COVID-19.